# Pedro Henrique (ur. 1990)
Pedro Henrique Konzen (ur. 16 czerwca 1990 w Santa Cruz do Sul) – brazylijski piłkarz, występujący na pozycji pomocnika. 